# Giuseppe Stuard
Giuseppe Stuard (Parma, 26 marzo 1790 – Parma, febbraio 1834) è stato un collezionista d'arte italiano.
La sua raccolta costituisce il nucleo principale della Pinacoteca Stuard di Parma.

## Biografia
Figlio di Domenico e della nobildonna reggiana Barbara Paralupi, Giuseppe Stuard nacque da una famiglia dell'alta borghesia di Parma, le cui fortune derivavano soprattutto dagli investimenti fondiari del nonno Domenico: lo Stuard cercò anche, con documenti in odore di apocrifia, di accreditare la propria ascendenza agli Stuardi, nobili piemontesi.
La sua esistenza venne precocemente rattristata, oltre che dalla prematura perdita di entrambi i genitori, da salute cagionevole, parziale cecità e, in età matura, da una grave malattia alle vie respiratorie.
Dopo gli studi presso il collegio dei Nobili di Parma, venne chiamato a rivestire numerosi incarichi nella pubblica amministrazione, presso il Comune, gli Ospizi Civili e la fabriceria del Duomo; partecipò anche all'amministrazione dei patrimonio della parrocchia dei Santi Gervaso e Protaso e soprattutto della Congregazione di Carità di san Filippo Neri, un ente caritatevole che garantiva l'assistenza ai bisognosi della città, particolarmente protetto e beneficiato dalla duchessa Maria Luigia d'Asburgo-Lorena. Si occupò, comunque, principalmente della gestione del suo ampio patrimonio immobiliare, formato di fondi rurali (soprattutto a San Pancrazio) ed edifici urbani (appartamenti e negozi). Attualmente parte dei fondi di rurali di san Pancrazio ospitano i Campi Sportivi Stuard, l'azienda didattica dell'Istituto Tecnico Agrario Bocchialini  di Parma e l'Azienda Agraria Sperimentale Stuard. 
Per consuetudine famigliare (aveva ereditato dal nonno un buon numero di dipinti) e propensione personale, Giuseppe Stuard fu anche conoscitore e collezionista d'arte (una parte significativa delle sostanze a sua disposizione fu sempre riservata all'acquisto di beni culturali). 
Il suo principale merito è quello di essere intervenuto a rimediare alla dispersione delle tavole del '300-'400 toscano appartenenti al fondo del marchese Alfonso Tacoli Canacci, nobile fiorentino che aveva raccolto una ricca collezione di dipinti fondo-oro dei primitivi toscani nelle chiese del contado tra Firenze e Siena e le aveva poi vendute al duca Ferdinando di Borbone: il governatore napoleonico di Parma Médéric Louis Élie Moreau de Saint-Méry, incaricato di trasferire a Parigi le collezioni ducali, non ritenendo meritevoli quelle opere di essere esposte al Louvre le affidò alle parrocchie parmensi più povere, prive di arredo liturgico. E fu proprio dal clero cittadino che lo Stuard acquistò quei dipinti, garantendone la conservazione.
Morì agli inizi del 1834. Privo di discendenza, lasciò i suoi beni immobili e la parte più consistente delle sue raccolte a quella Congregazione di Carità di cui era stato benefattore e socio: quelle opere costituiscono il nucleo principale della Pinacoteca Stuard di Parma.